# 西伯利亞暗色岩
西伯利亞暗色岩（俄語：Сибирские траппы）又譯西伯利亞玄武岩，是個巨大火成岩區，位於俄羅斯西伯利亞。西伯利亞玄武岩的形成時間，介於二疊紀與三疊紀之間，約2億5,100萬年前到2億5,000萬年前，與二疊紀-三疊紀滅絕事件的時期相符合。形成西伯利亞暗色岩的火山爆發，是過去5億年來，已知最大型的火山爆發之一。

## 地理範圍

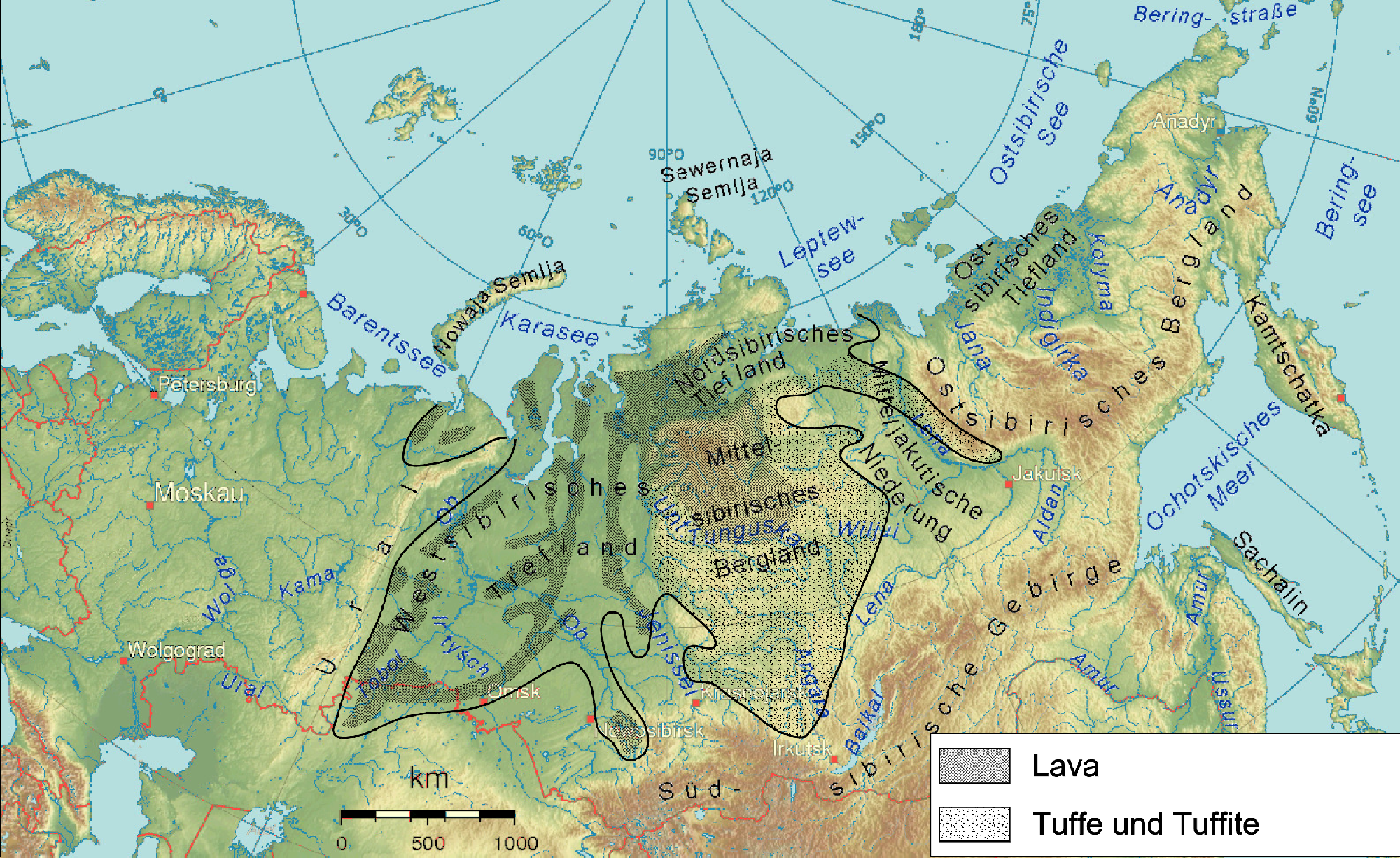
西伯利亞暗色岩的熔岩範圍

西伯利亞暗色岩的位置，界於北緯75度到50度之間，東經60度到120度之間。西伯利亞暗色岩的洪流玄武岩範圍相當廣泛，面積達300万平方公里，原始的面積可能達700万平方公里，涵蓋當時西伯利亞的大部分。而最初的熔岩體積估計約100萬到400萬立方公里。
西伯利亞暗色岩火山爆發持續約一百萬年，橫跨二疊紀與三疊紀的交界。目前沒有明確證據可支持西伯利亞暗色岩火山爆發與二疊紀末滅絕事件之間有直接關聯。

## 對生態系統的衝擊
西伯利亞暗色岩的形成時間，與二疊紀-三疊紀滅絕事件的時間相當接近，該次滅絕事件造成90%的物種消失，是生物史上最嚴重的滅絕事件。有理論推測，形成西伯利亞暗色岩的一系列火山爆發，是這次滅絕事件的主因之一。在滅絕事件後，地球的生態系統花了約3000萬年才完全復原。

## 形成
西伯利亞暗色岩的成因被認為與西伯利亞克拉通下的熱柱有關。根據玄武岩中的氦同位素地球化學分析，西伯利亞暗色岩的玄武岩形成於熱柱。另有理論認為，西伯利亞暗色岩火山爆發是由大型隕石撞擊而形成。

## 鎳礦
西伯利亞暗色岩火山爆發持續了至少一百萬年，並形成眾多火山口。規模龐大的諾里爾斯克-塔爾納赫鎳銅鈀礦床，佔了西伯利亞暗色岩的大部分。大範圍的凝灰岩與火山碎屑岩顯示，在寧靜式噴發時或是之前，曾有爆裂式噴發。富含矽的火成岩（例如流紋岩），也顯示當時有爆裂式噴發。

## 外部連結
- （英文）西伯利亞玄武岩與二疊紀末滅絕事件的關係（附西伯利亞暗色岩的範圍圖）
- （英文）西伯利亞暗色岩如何影響二疊紀末滅絕事件 （页面存档备份，存于）
- （英文）西伯利亞暗色岩的詳細介紹（範圍、規模、年代、熔岩組成、與滅絕事件的關係） （页面存档备份，存于）
- 火山爆發的氣體，導致生物史上最慘重的滅絕事件（页面存档备份，存于）